# Herman Vrancken
Herman Vrancken (Zolder, 28 april 1944) is een Belgisch voormalig wielrenner.

## Carrière
Vrancken reed in twee grote rondes waarvan hij er een uitreed. Hij won een aantal kleinere wedstrijden en verschillende etappes in de kleinere rondes.

## Erelijst
1963
- 3e etappe deel a Triptyque Ardennaise
- 2e en 4e etappe Ronde van de provincie Namen
- Rund in Berlin

1965
- 8e, 10e en 14e etappe Ronde van Portugal
- 6 overwinningen bij de onafhankelijken

1966
- GP Denain
- Koersel
- Interclub

1967
- Sint-Kwintens-Lennik
- Stal-Koersel
- Borgloon

1968
- Nieuwerkerken
- Tongeren
- GP du Printemps

## Resultaten in de voornaamste wedstrijden
| Jaar | Ronde van Italië | Ronde van Frankrijk | Ronde van Spanje |
| ---- | ---------------- | ------------------- | ---------------- |
| 1966 |                  | 65e                 |                  |
| 1967 |                  |                     |                  |
| 1968 |                  |                     |                  |
| 1969 |                  |                     | opgave           |

Wielerploegen van Herman Vrancken
Andries ·
Baudeweijns ·
Beheydt ·
Blockx ·
Bocklant ·
Boonen ·
Boons ·
Bosmans ·
Boucquet ·
Brands ·
Claes ·
Corstjens ·
Couchez ·
De Loof ·
Demunster (vanaf 14/06) · 
De Pré ·
De Wilde ·
Delameilleure ·
Delefortrie ·
Eeckhout ·
Esprit ·
Eugen ·
Everaerts ·
Foré ·
Frennet ·
Gaelens ·
Gekière ·
Gevaert ·
Gomes de Carvalho ·
Goots ·
Haelterman ·
Haven ·
Hoogewijs ·
Hoskens (vanaf 18/08) ·
Houbrechts ·
Huygens ·
R. Joosen ·
M. Joosen ·
Kindermans ·
Lauwers ·
Lenaers ·
Leijten ·
Meert ·
Miele ·
Molenaers ·
Nolmans ·
Ongenae ·
Planckaert ·
Post ·
Reybrouck ·
Roman ·
Samyn ·
Schütz ·
Sersté ·
Steyaert ·
Thomaes ·
Van De Rijse (vanaf 09/06) ·
Vandenberghe ·
Van Haverbeke ·
Van Loo ·
Van Poucke ·
Van Tongerloo ·
Van Vlierberghe ·
Van Wynsberghe ·
Vanclooster · 
Van Damme ·
Vandromme ·
Vanheste (vanaf 16/05) ·
Vanhevel ·
van de Ven ·
Vergauwe ·
Vermaelen ·
H. Vrancken ·
R. Vrancken · 
Vyncke ·
van der Vleuten
Bocklant ·
Coppens ·
Creële ·
De Marteleire ·
Demunster (vanaf 07/07) ·
De Neef ·
Decan ·
Delefortrie ·
Desmet ·
Donie (vanaf 07/07) ·
Furnière ·
Geirland (vanaf 07/07) ·
Godefroot ·
Houbrechts ·
Huyvaert ·
Kegels ·
Maertens ·
Maes (vanaf 04/10) ·
Messelis ·
Monteyne ·
Nassen ·
Nuelant ·
Ongenae ·
Parmentier ·
Planckaert ·
Rasson ·
Seeuws ·
Sels ·
Sercu ·
Smissaert ·
Sohier (vanaf 11/07) ·
Somers ·
Van Cauwenberghe ·
Van Den Berghe ·
Van den Neste ·
Van Schil ·
Vanclooster ·
Vanheste ·
Vanhoutte ·
Vrancken
Blockx ·
Callens (vanaf 13/08) ·
Capiau (vanaf 19/08) ·
Coppens ·
Cornet (vanaf 04/09) ·
Coulon (vanaf 04/12) ·
G. David ·
W. David ·
De Block (vanaf 29/05) ·
De Loof ·
De Marteleire ·
Demunster ·
Decan ·
Dedeckere ·
Delaere ·
Donie ·
Foré ·
Furnière ·
Geirland ·
Godefroot ·
Gosselin (vanaf 05/06) ·
Hellebuyck (vanaf 13/08) ·
Hemeryck (vanaf 25/07) ·
Holst (vanaf 09/08) ·
Houbrechts ·
Hutsebaut (vanaf 26/08) ·
Kegels ·
Leman ·
Maes ·
Mahieu (vanaf 27/03) ·
Messelis (vanaf 24/09) ·
Monteyne ·
Nassen ·
Rasson ·
Seeuws ·
Smissaert ·
Sohier ·
Van Audenaerde ·
Van Damme ·
Van de Vijver ·
Van Den Berghe ·
Van Espen ·
Vanclooster ·
Vandromme ·
Vanhoutte ·
Vrancken